# Anisoperas clotilda
Anisoperas clotilda là một loài bướm đêm trong họ Geometridae.